# Barnaba da Modena
Barnaba da Modena (n. 1328, Modena, Italia – d. 1386, Modena, Italia) a fost un pictor italian. Barnaba da Modena se presupune că a lucrat în Liguria și Piemont. A fost un reprezentant al picturii gotice italiene, cu influențe veneto-bizantine.
Ultima lucrare a sa, fresca Judecata de Apoi, se află în Biserica St. Agostino din Genova.

## Galerie de imagini

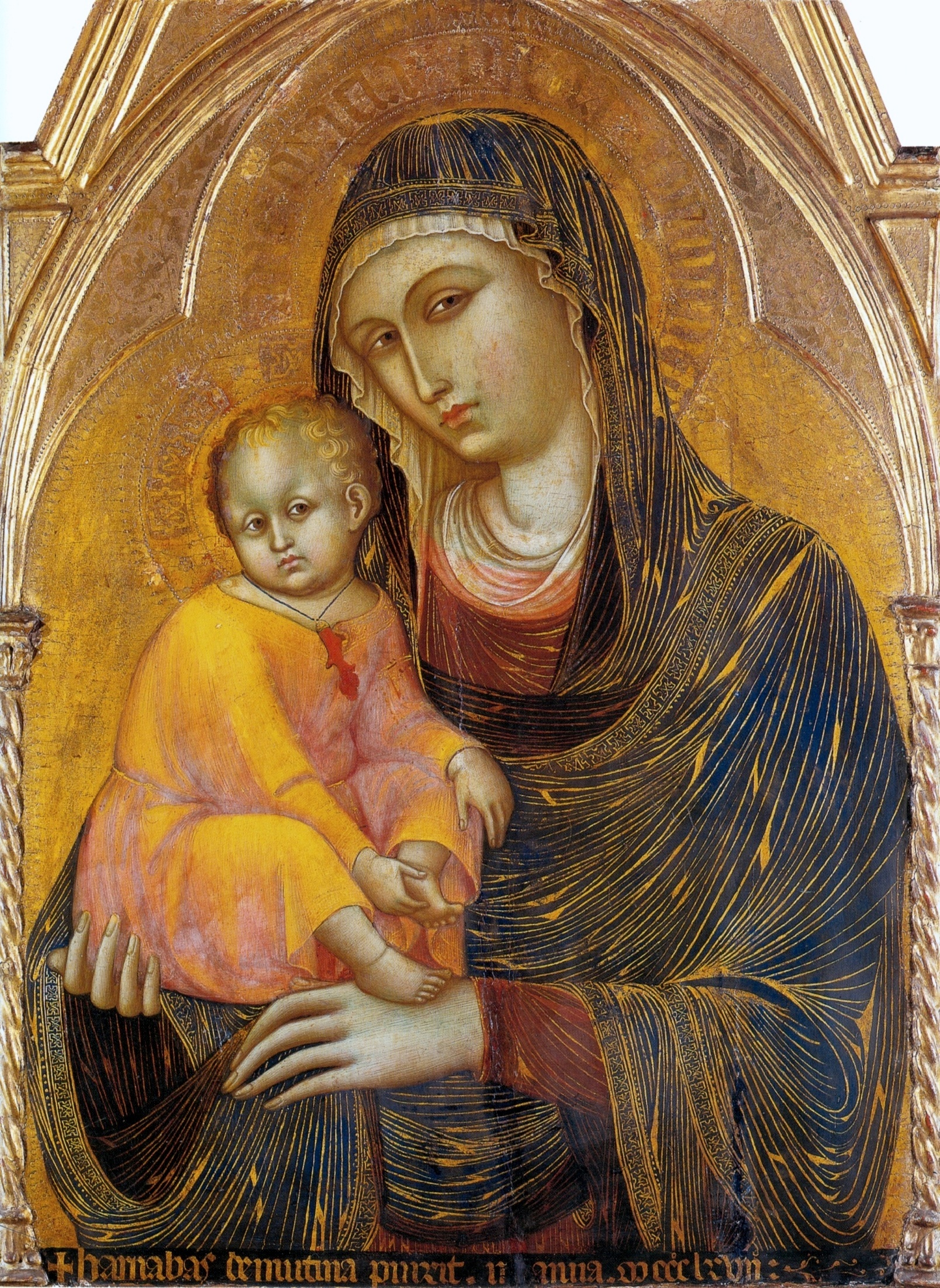
Madonna cu Pruncul. Aoreola este prevăzută cu inscripția Ave Maria, Muzeul Städel, Frankfurt am Main
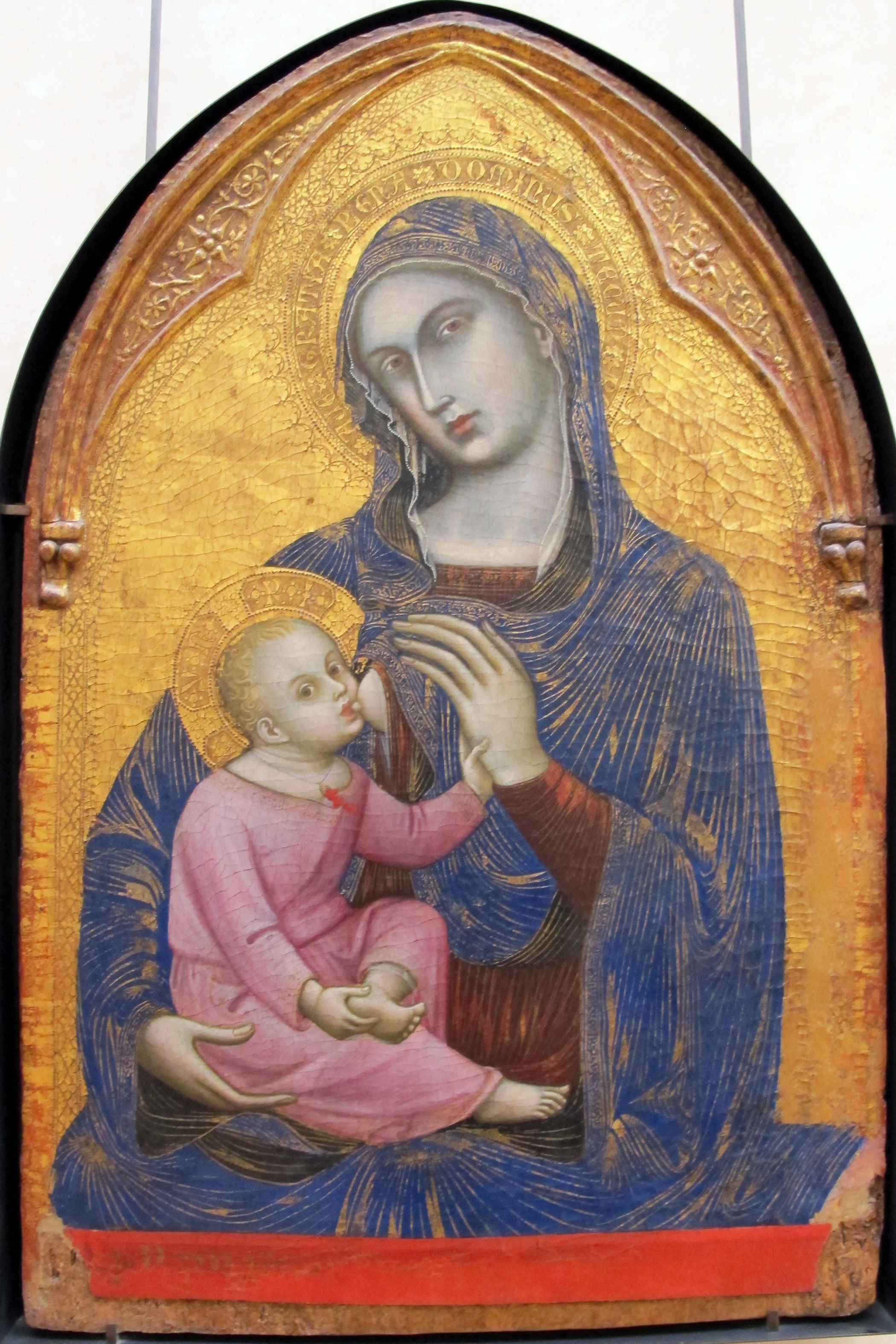
Madonna cu Pruncul. Aoreola este prevăzută cu inscripția Ave gratia plena. Dominus tecum, Muzeul Luvru, Paris